# جورج ماثر ريتشاردز
جورج ماثر ريتشاردز (بالإنجليزية: George Mather Richards)‏ هو رسام أمريكي، ولد في 3 سبتمبر 1880 في دارين في الولايات المتحدة، وتوفي في يناير 1958.